# Rudolf Gaupmann

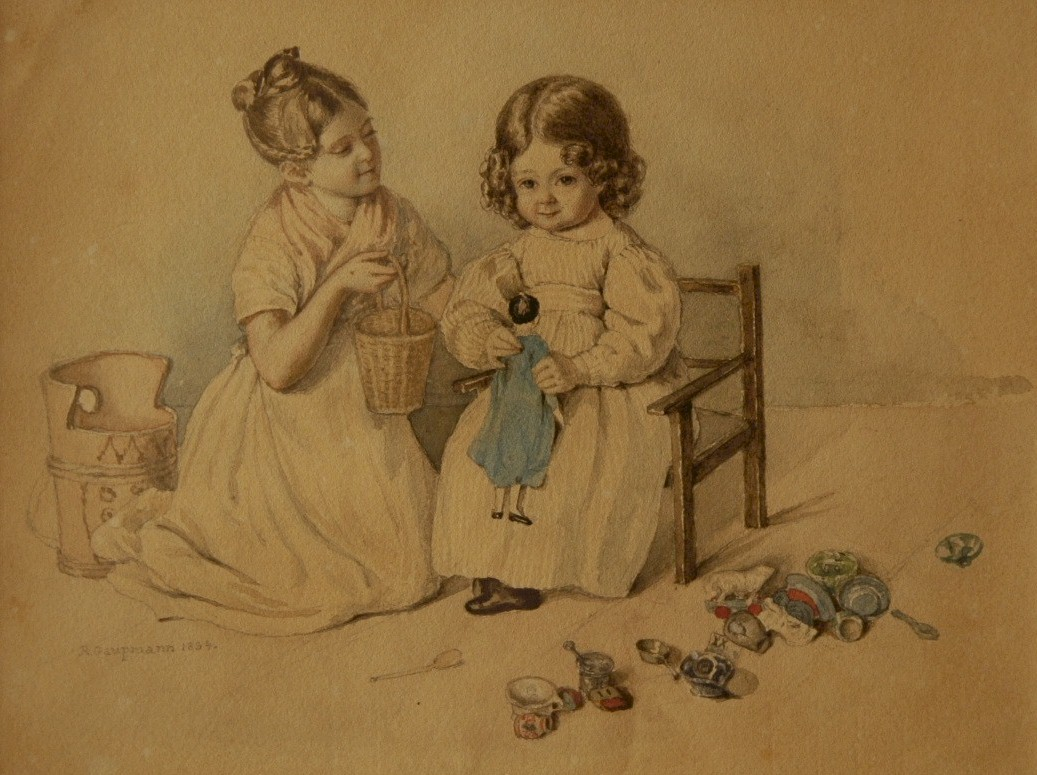
Rudolf Gaupmann: Spielende Mädchen 1834

Rudolf Gaupmann (* 20. März 1815 in Wien; † 1. November 1877 in Graz) war ein österreichischer Maler und Aquarellist des Biedermeiers.
Rudolf Gaupmann, Sohn eines Buchhalters, studierte ab 1828 an der Akademie der bildenden Künste Wien. Er war ein Schüler Peter Fendis. Er beschäftigte sich mit Porträtmalerei, Lithografie, Glasmalerei und war später Leiter eines photographischen Ateliers. 1848 war er Hauptmann der Nationalgarde. Ab 1870 war er in Graz auch als Gemälderestaurator beschäftigt. Sein gleichnamiger Sohn wurde am 5. April 1835 in Wien geboren und verstarb am 25. Oktober 1909 in Graz; er war ebenso Maler und später auch Zeichenlehrer.

## Werke
- Portrait of an Old Lady; Zeichnung-Wasserfarben 19,4 × 4,5 cm
- Portrait of a Painter; Zeichnung-Wasserfarben 38 × 32 cm
- Nach der Schule; Painting Oil/canvas, (32 × 26,5 cm)
- Geschwisterkinder in rosa und blauem Kleid; Zeichnung-Wasserfarben, Papier(21 × 18 cm)
- Spielende Mädchen; 1834; Zeichnung-Wasserfarben, Papier 21 × 18 cm